# ...Meanwhile
...Meanwhile è il decimo album in studio del gruppo rock britannico 10cc, pubblicato nel 1992.

## Tracce
1. Woman in Love – 6:11
2. Wonderland – 4:53
3. Fill Her Up – 4:08
4. Something Special – 3:23
5. Welcome to Paradise – 6:14
6. The Stars Didn't Show – 4:51
7. Green Eyed Monster – 4:44
8. Charity Begins at Home – 4:55
9. Shine a Light in the Dark – 5:42
10. Don't Break the Promises – 6:22

## Formazione
Gruppo
- Eric Stewart - voce, chitarre, piano Rhodes, slide guitar, archi, piano
- Graham Gouldman - voce, chitarre
- Lol Creme - cori
- Kevin Godley - voce (The Stars Didn't Show), cori

Altri musicisti
- Jeff Porcaro - batteria, percussioni
- Freddie Washington - basso
- Michael Landau - chitarre
- David Paich - organo Hammond, sintetizzatore
- Mac Rebenack (Dr John) - piano
- Paul Griffin - sintetizzatori
- Bashiri Johnson - percussioni, tamburello
- Frank Floyd, Fonzi Thornton, Curtis King, Tawatha Agee, Vaneese Thomas - cori
- Jerry Hey - arrangiamenti corni, tromba
- Gary Grant - tromba
- Dan Higgins - sassofono
- Kim Hutchcroften - sassofono
- Bill Reichenbach Jr. - trombone
- Gordon Gaines - chitarra
- Andrew Gold - chitarra a 12 corde (Charity Begins at Home)
- Paul McCartney - basso Hófner (Don't Break the Promises)